# Abdoukarime Diouf
Abdoukarime Diouf (29 settembre 1949) è un allenatore di calcio senegalese, tecnico della Nazionale Olimpica del Senegal.

## Carriera
Ha guidato la Nazionale senegalese ai Giochi della XXX Olimpiade.